# Cyclocross Southampton 2014
De Cyclocross Southampton van 2014 werd gehouden op 26 oktober in Southampton. De wedstrijd was de tweede manche van de National Trophy Series 2014-2015. In 2013 won de Brit Paul Oldham. Deze editie werd gewonnen door zijn landgenoot Ian Field.

## Mannen elite

### Uitslag
| Plaats  | Naam               | Ploeg                   | Tijd     |
| ------- | ------------------ | ----------------------- | -------- |
| Winnaar | Ian Field          | Hargroves Cycles-Ridley | 1u02'20" |
| 2       | Quinten Hermans    | Telenet-Fidea           | + 4"     |
| 3       | Jens Vandekinderen | Telenet-Fidea           | + 47"    |
| 4       | Steven James       | Hargroves Cycles-Ridley | + 1'57"  |
| 5       | Alex Paton         | Pedal Heavan Colbornes  | + 2'15"  |
| 6       | Jody Crawforth     | Hargroves Cycles-Ridley | + 2'16"  |
| 7       | Tom Van Den Bosch  | Hargroves Cycles-Ridley | + 2'22"  |
| 8       | Steven Roach       | Ride Coventry           | + 2'30"  |
| 9       | Jack Clarkson      | Hope Factory Racing     | + 2'33"  |
| 10      | Nick Craig         | Pioneer Scott Syncros   | + 3'07"  |

| Pos. | Punten |
| ---- | ------ |
| 1    | 40     |
| 2    | 30     |
| 3    | 20     |
| 4    | 15     |
| 5    | 10     |
| 6    | 8      |
| 7    | 6      |
| 8    | 4      |
| 9    | 2      |
| 10   | 1      |

 Cyclocross Shrewsbury · 
 Cyclocross Southampton · 
 Cyclocross Durham · 
 Cyclocross Milton Keynes · 
 Cyclocross Bradford · 
 Cyclocross Derby